# Leopold Lahner
Leopold Lahner (* 1880; † 1958) war ein österreichischer Kugelstoßer, Steinstoßer, Tauzieher und Ringer.
Er war direkter Nachfahre von Johann Georg Lahner, der als Erfinder der Wiener Würstchen gilt (in Österreich als "Frankfurter" bezeichnet).
Bei den Olympischen Zwischenspielen 1906 in Athen wurde er Vierter im Tauziehen. Seine Platzierungen im Kugelstoßen und Steinstoßen sind nicht überliefert.
Seine persönliche Bestleistung im Kugelstoßen von 11,99 m stellte er am 2. September 1906 in Wien auf.